# Тувалу на літніх Олімпійських іграх 2008
На Олімпійських іграх 2008 року команда з Тувалу була представлена вперше. Країну представляли 2 чоловіки та 1 жінка, які брали участь у змаганнях з легкої і важкої атлетики.

## Склад олімпійської команди Тувалу

### Легка атлетика
Спортсменів — 2
| Спортсмен       | Вид             | Забіг     | Забіг | Чвертьфінал | Чвертьфінал | Півфінал   | Півфінал   | Фінал      | Фінал      |
| Спортсмен       | Вид             | Результат | Місце | Результат   | Місце       | Результат  | Місце      | Результат  | Місце      |
| --------------- | --------------- | --------- | ----- | ----------- | ----------- | ---------- | ---------- | ---------- | ---------- |
| Окілані Тінілау | 100 м, чоловіки | 11,48 NR  | 77    | Не пройшов  | Не пройшов  | Не пройшов | Не пройшов | Не пройшов | Не пройшов |
| Асенате Маноа   | 100 м, жінки    | 14,05 NR  | 83    | Не пройшла  | Не пройшла  | Не пройшла | Не пройшла | Не пройшла | Не пройшла |

### Важка атлетика
Спортсменів — 1
Чоловіки
| Спортсмен  | Категорія | Маса  | Ривок | Ривок | Ривок | Поштовх | Поштовх | Поштовх | Всього | Місце |
| Спортсмен  | Категорія | Маса  | 1     | 2     | 3     | 1       | 2       | 3       | Всього | Місце |
| ---------- | --------- | ----- | ----- | ----- | ----- | ------- | ------- | ------- | ------ | ----- |
| Логон Есау | До 69 кг  | 68,14 | 102   | 107   | 110   | 138     | 144     | 148     | 254    | 23    |